# Amauronematus sempersolis
Amauronematus sempersolis är en stekelart som beskrevs av Kiaer 1898. Amauronematus sempersolis ingår i släktet Amauronematus, och familjen bladsteklar. Arten är reproducerande i Sverige.